# ETC (canal de televisión)
ETC, anteriormente llamado y estilizado como etc TV, es un canal de televisión por suscripción chileno, propiedad y operado por Megamedia. Además, es el primer canal juvenil chileno y el primero en emitir anime las 24 horas en su programación.

## Historia

### Fundación y primeros años (1996-2000)
El 1 de agosto de 1996, etc…TV es lanzado al aire por Hernán Schmidt Fuentes, propietario de la distribuidora de series y películas Telefilms, con 17 horas diarias de programación, en la frecuencia 33 de la operadora Metrópolis Intercom en Santiago y Rancagua, como parte de sus canales exclusivos. Schmidt asumió como Gerente General y contrató los servicios de Claudio Araos como director comercial. Así mismo, Schmidt invitó a participar en el proyecto a jóvenes egresados de escuelas de arte y comunicaciones. Su centro de operaciones estaba ubicado en el edificio World Trade Center Santiago, en la comuna de Las Condes.
En 1 de diciembre de 1996, etc…TV deja de ser exclusivo de Metrópolis Intercom e ingresa a VTR Cablexpress.
En sus inicios el canal incluía en su programación dibujos animados occidentales desde las 8:00, hasta las 22:00 horas, y desde las 22:00 horas, series y películas no animadas de orientación familiar o adulta como La isla de Gilligan o Cuentos de la cripta.[cita requerida] El bloque nocturno de programación adulta desapareció y el anime fue ganando cada vez más espacio dentro de la programación, incluyendo series como Dragon Ball, Sailor Moon y Los Caballeros del Zodiaco, entre otras.
En 9 de diciembre de 1998, el canal lanzó un CD y un casete musical en conjunto con la empresa discográfica Warner Music Chile, que incluía las canciones de inicio y cierre de las series anime de etc…TV;[cita requerida] fue un disco doble, en el primero venían las versiones cantadas de los temas de inicio y cierre; en el segundo, solamente los temas de inicio pero en versión karaoke.
Un segundo volumen se lanzó en diciembre de 2000 con más temas de series anime como Mikami y Kitaro e incluyó además temas de series no japonesas como Blinky Bill y Denver, el último dinosaurio;[cita requerida] también se reeditó el primer volumen pero con el contenido del disco doble dentro de un solo CD. Ambos discos fueron un éxito entre el público infantil.
En febrero de 1999, etc…TV llega a Viña del Mar a través de Metrópolis Intercom, mientras que su competencia VTR Cablexpress ofrecía el canal solo en Santiago.
Durante estos años, el canal aplicó una censura sobre ciertas escenas de las series que transmitía, eliminando aquellas que se consideraran reñidas con la moral. Esto se hacía evidente en las series Sailor Moon, Ranma ½ y Los Caballeros del Zodiaco, que eran transmitidas paralelamente por el canal y por Chilevisión en televisión abierta.

### Década de 2000
A principios de 2000, lanzan el sitio web etc…net (hoy etc.cl) que, a nueve meses de su creación, sobrepasó los dos millones de visitantes y se convirtió en el sitio más visitado de Chile durante ese periodo.
En septiembre de 2000, el canal ajusta sus horarios y programación transformándose en el primer canal de Latinoamérica en transmitir animación de origen japonés todo el día, pero años después volvieron a incluir en su programación algunas series estadounidenses, dejando de ser un canal netamente de anime.[cita requerida]
En noviembre de 2000, el canal patrocina el lanzamiento de una colección de vídeos hogareños de las series Los Justicieros, Monster Rancher, Digimon, Sakura Card Captors y Tenchi Muyō!, producidos por ETV (Empresa Trasandina de Videos) y licenciados por MarketLink, filial de Telefilms, la empresa madre de ETC TV.[cita requerida]
En enero de 2001, la empresa ETC…Medios adquirió nueva tecnología digital para el desarrollo de su sitio web y para el reemplazo de los equipos de transmisión del canal,[cita requerida] quedando a la vanguardia en cuanto a tecnología de transmisión computarizada.
En abril de 2003, el canal llegó a Concepción, tras el arribo de Metrópolis a la capital de la Región del Bío-Bío.
En 2007, el canal llegó al operador Gtd en Santiago a través de la frecuencia 9, además de llegar al servicio WiTV de Telsur en la frecuencia 15, para la zona sur de Chile.[cita requerida]
En 2009, etc…TV llega a todo el país vía TV Digital de VTR. En noviembre, el canal logra tener cobertura nacional vía satélite, al estrenarse en Movistar TV Digital, plataforma de televisión de paga DTH.[cita requerida]
Hacia fines de 2009, Mega adquirió el 70% de la participación del socio fundador Hernán Schmidt, quedando la estructura de propiedad con un 30%, Hernán Schmidt y un 70%, Mega.[cita requerida]

### Década de 2010
En marzo de 2010, gracias al cambio de dueño, comienza a emitirse el bloque Mega Kids, además, se reestructura la programación con la irrupción de un bloque preescolar, para así ser amigable a la llegada a la televisión digital terrestre.[cita requerida]
En mayo de 2010, se anunció el regresó de Los Caballeros del Zodiaco (Saga de Hades), y los estrenos de Los Súper Once y la serie Índigo en el bloque Mega Kids.
El 1 de agosto de 2010, entra a la plataforma de la IPTV a través de WiTV de Telsur, solo para Concepción, Talcahuano, Chillán, Los Ángeles, Temuco, Padre Las Casas, Valdivia, Osorno, Puerto Montt, Puerto Varas y Ancud.[cita requerida] El 2 de agosto del mismo año, se estrena Yu-Gi-Oh! 5D's.
En enero de 2011, firma un convenio con VTR para transmitir el primer programa de televisión en 3D real (Estereoscópico) en el país; el programa sería Sin Uniforme.[cita requerida] La transmisión del programa sería mensual bajo el sistema de VOD.
El 21 de octubre de 2011, Mega había anunciado al diario El Mercurio que la compra del 70% del canal fue el primer paso para la fuerte irrupción en el espectro de la TDT. Juan Luis Alcalde, Gerente General de Mega, organiza un proyecto ambicioso para el canal desde 2011,[cita requerida] que sea el primero de Chile en transmitir su programación en 3D.
El 31 de octubre de 2011, lanza su primera micro producción propia grabada fuera de Chile: un programa de expediciones a México y Sudáfrica llamado "ETC Aventuras".[cita requerida]
En noviembre de 2011, se comprometió con el cuidado del medio ambiente, convirtiéndose en el primer canal infantil en el mundo en neutralizar su huella de carbono (certificado por Carbon Neutral Company).
En marzo de 2012, ETC TV llega al cableoperador Claro TV en el canal 98 a través de su servicio de TV por HFC, estando disponible dentro del paquete "Más HD". En mayo de 2012, es reubicado en el canal 8, reemplazando al canal ZAZ, que cerró sus emisiones ese año. El 14 de julio de 2014 ETC TV estrenó un nuevo bloque llamado #NocheÑoñaETC, que emitía las series emblemáticas del canal como: Doraemon, Slam Dunk, Detective Conan, Dragon Ball, Dragon Ball Z, Los Caballeros del Zodiaco y Sailor Moon. El bloque se emitía de lunes a viernes desde las 22.30 hasta las 5.30. Luego, a finales de julio, etc TV anunció que estrenaría Robotech y una nueva temporada de Bleach.
En agosto de 2014, ETC TV anunció dentro del evento "Festigame 2014" y en su portal de YouTube, un tráiler donde se muestra un adelanto de una nueva temporada de Detective Conan, uno de los animes más populares del canal, además de nuevas adquisiciones y reestrenos.
El 2 de marzo de 2015, ETC TV estrenó Ojos de gato, además de regresar Los justicieros, Shin-chan y Dragon Ball GT.
El 6 de abril de 2015, regresa InuYasha en reemplazo de R-Jugados. El día 5 de octubre de 2015, cambia radicalmente su imagen, luego de casi 19 años con la clásica imagen corporativa a una nueva enfocándose a un público juvenil y con un nuevo énfasis a la cultura oriental, pasando a ser ETC.
El 1 de julio de 2016, ETC finalmente se muda a su nuevo domicilio, ubicado dentro del edificio de Mega.
El 22 de agosto de 2016, se estrena el programa Free to Play, que habla sobre videojuegos, anime, cultura popular y otros, así como entrevistas a diversas personas de dichos ámbitos.
El 21 de abril de 2017, Mega adquiere la participación de Hernán Schmidt en el canal y pasó a ser propietaria del 100% de este.
Desde el 12 de octubre de 2017, ETC cambió su relación de aspecto de 4:3 a 16:9 y pasó a emitir su programación en pantalla panorámica.[cita requerida]
A partir de mayo de 2018, ETC lanzó su señal en alta definición, siendo Claro TV -en su servicio HFC- el primer proveedor de dicha señal.[cita requerida] Ese mismo año, adquiere derechos de emisión de diferentes competiciones de E-Sports, como el Campeonato Mundial de League of Legends, así como torneos de los videojuegos Free Fire, PUBG, entre otros.

### Actualidad
El 30 de junio de 2020, ETC pasó a estar disponible de forma analógica a nivel nacional (excepto Santiago) en el cableoperador VTR, en reemplazo de Universal TV.[cita requerida]
El 1 de marzo de 2021, el canal estrenó los animes Shingeki no Kyojin, Super Agente Cobra, y los doramas Emergency Couple y Goblin. Desde el 29 de mayo, y hasta agosto de ese año emitió el torneo e-sport de FIFA 21 "Mega Game 2021", en conjunto con Mega y Discovery.
El 1 de abril de 2022, Entel incorporó el canal en su plataforma satelital a través de la frecuencia 15.

## Bloques de programación
- Bloque de Doramas: Bloque que transmite series coreanas. Se emite de lunes a viernes en la tarde y noche.
- CinemAnime: es un bloque que transmite películas anime. Se emite sábado a domingo en la noche.

## Cronología de series y programas emitidos
1996
- Agosto - Nace ETC TV a través de la frecuencia 33 de Santiago y Rancagua por Metrópolis Intercom, con 17 horas diarias de programación destinados al público Infantil y Familiar (con series y películas). La cantidad de las caricaturas que dieron son pocos animes clásicos y series de la factoría Hanna-Barbera y de otras productoras.
- Diciembre - Estrena Sailor Moon, luego de 3 meses de su estreno en la TV abierta por Chilevisión. Las etapas R y S llegaron en agosto de 1997, Super S llegó en mayo de 1998 y Sailor Star en agosto de 1998, desde Sailor Moon S, la serie es fuertemente censurada hasta el año 2000, donde se empezó a reemitir intacta. ETC TV llega a VTR Cablexpress exclusivamente en Santiago. También reviven un clásico... Mazinger Z, curiosamente, emitiéndose solo en horario nocturno y sin censura.

1997
- Marzo - Estrenan El fantástico Max, Los caballeros del zodiaco, Godzilla y Wild C.A.T.S.. Cabe señalar que "Los caballeros..." fue la única serie a la que no se le ha realizado censura desde su primera emisión en el canal
- Agosto - ETC TV cumple su primer año de sintonía estrenando la etapa R de Sailor Moon. Estrenan Samurai Warriors, sin emitir el final.
- Octubre - Estrenan Goleadores y Dragon Ball (acusando fuerte censura), luego de 6 meses de su estreno en la TV abierta por Megavisión.
- Diciembre - Estrena Fantasma 2040. Se deja de emitir películas por la noche y cambia de logotipo convirtiendo en un canal netamente Infantil y con pocas series clásicas por la noche.

1998
- Enero - ETC TV comienza a ser un canal infantil y la única serie clásica que emite por la noche es La isla de Gilligan. Se traslada de frecuencia en Santiago y Rancagua del 33 al 48 por Metrópolis Intercom.
- Abril - Empieza a estrenar gran cantidad de animes y pocas series occidentales. Se estrenan gravemente editadas Dragon Ball Z (1 de marzo de 1998) y Los justicieros.
- Mayo - Estrena Detective Conan.
- Septiembre - Estrenan Daniel el travieso, Mikami, La Cazafantasmas, Ranma 1/2 y Slam Dunk. Estos últimos fuertemente editados.
- Diciembre - Lanzan una producción musical en CD y cassette que incluía las canciones de inicio y cierre de las series anime de Etc...TV, con las voces de Álvaro Véliz y Vanessa Henríquez, con Alejandra Ramírez y Daniela Aleuy, en los coros.

1999
- Febrero - El canal llega directamente a Viña del Mar y a todo el Gran Valparaíso por Metrópolis Intercom. En Rancagua se agrega la frecuencia 4, que sigue en dúplex con la frecuencia 48 de Metrópolis Intercom.
- Abril - Se estrenan Las Guerreras Mágicas (censurado), Pokémon, Denver, el último dinosaurio, La fiebre del fútbol, Capitán Simio y los monos galácticos, Space Goofs, El Barón Rojo y Zenki (censurado).
- Octubre - Estrena Dr. Slump.
- Noviembre - Estrena Voltron.

2000
- Marzo - Estrenan Blinky Bill, Robinson Crusoe, Sally, la bruja y Bikkuriman.
- Julio - Estrenan Digimon, Dragon Ball GT, Ninja Boy Rantaro y Kinnikuman.
- Septiembre - El canal comienza a emitir 24 horas de programación infantil.
- Diciembre - Lanzan el segundo volumen de las canciones de las series de ETC TV en CD y casete con las voces de Álvaro Véliz, Alejandro "Alex" Parada, Vanessa Henríquez, Alejandra Ramírez y Daniela Aleuy.

2001
- Enero - Estrena Doraemon.
- Abril - Estrenan Escaflowne y Sakura Card Captors.
- Agosto - Estrenan Orphen y Gulliver Boy.
- Septiembre - Estrenan Digimon 02, El jinete Sable y Tenchi Muyo! (con fuerte censura en las OVAs).

2002
- Enero - Estrenan Kurochan y Zoids.
- Marzo - Estrenan Ultraman Tiga, Koni Chan y Yaiba.
- Julio - Se deja de emitir Sailor Moon luego de 7 años (todo esto porque su autora prohibió, hasta fines del 2009, su transmisión mundial para no agotar su fama, además de motivos de descontento con el animé y las versiones internacionales de este).
- Noviembre - Estrenan Gundam Wing, Yu-Gi-Oh!, Digimon 03 y Jumperson.

2003
- Enero - Estrena Cazador X.
- Abril - Estrenan Cubix, Irresponsable capitán Taylor, Sakura Wars y Patlabor. ETC TV llega a Concepción por Metrópolis en su llegada a la capital de la VIII Región.
- Julio - Estrena Magical Doremi.
- Diciembre - El canal cambia su política de emisión para mantener un descendiente índice de rating que comenzaría a recuperar a comienzos del 2006. Es así como regresan Los justicieros y Los caballeros del zodiaco, pero en el caso de Slayers, libre de censura y en el caso de Saint Seiya, remasterizada. Aun así se vuelve a emitir Kinnikuman con la censura a referencias nazis. El canal renueva eslogan y gráficas, dando un look más juvenil. Con esto, también comienzan a descensurar de manera progresiva las series, sin embargo, aún se siguió emitiendo la versión censurada de las OVAs de Tenchi Muyō!.

2004
- Marzo - Estrenan Nube y Supercampeones "original" (versión de 1983). Se empieza a reemitir Dragon Ball Z "desde cero" (la cual se iba repitiendo desde el episodio 200), eliminándose la censura de sus primeras emisiones.
- Agosto - Estrenan El mundo secreto de Alex Mack, ¿Le temes a la oscuridad?, El mundo de Bobby y una nueva temporada de Doraemon.

2005
- Marzo - Estrenan Escuela de Detectives, Marmalade Boy, Bubblegum Crisis Tokyo 2040 y El Príncipe del Tenis.
- Julio - El canal llega a Santiago, Rancagua, Viña del Mar y Concepción, gracias a la unión de VTR y Metrópolis.
- Octubre - Estrenan La pequeña lulú, Zoboomafoo, Shin-chan, Hamtaro y La escuela del terror.
- Noviembre - Estrena Espíritu de Lucha. Regresa Dragon Ball, esta vez sin censura.

2006
- Marzo - Estrenan En busca de la Fortuna y Bucky en busca del mundo cero. Regresan Mikami, La Cazafantasmas (sin censura), ¡Están Arrestados! y Gundam Wing.
- Abril - Estrena Battle B-Daman.
- Junio - Regresan Sally, la bruja, Zenki (esta vez sin censura) y Supercampeones.
- Julio - Regresa Las Guerreras Mágicas (está vez sin censura).
- Septiembre - Estrena Shaman King.

2007
- Enero - Estrena InuYasha y otra nueva temporada de Doraemon. Tras casi 10 años de transmisión ininterrumpida, se dejan de emitir por un tiempo Dragon Ball y Dragon Ball Z.
- Marzo - Estrenan Nadja del mañana y One Piece (versión 4Kids).
- Junio - El canal llega a TV Digital de GTD Manquehue en Santiago y el servicio WiTV de Telefónica del Sur para todo el sur de Chile. Estrena Idaten Jump.
- Noviembre - Estrenan Black Jack, Yu-Gi-Oh! GX y Kamen Rider Kuuga. Regresan Dragon Ball y Nube.

2008
- Marzo - Estrenan Historias de fantasmas, Corrector Yui y Kaleido Star.
- Abril - Estrena nuevos capítulos de Shin-chan.
- Junio - Estrenan Zentrix, Ryukendo, El Blog de la Feña (gracias a una alianza entre Canal 13 y la productora MarketLink, propiedad de Etc... Medios). Regresa Dragon Ball Z, con el aliciente de emitirse 100% sin censura.
- Noviembre - Estrena nueva temporada Pokémon: Diamante y Perla, Príncipe del Tenis y Cazador X (nueva temporada "Greed Island").

2009
- Enero - El canal comienza su expansión a todo el país vía TV Digital de VTR. Se vuelve a emitir Espíritu de Lucha.
- Marzo - Regresa Idaten Jump.
- Agosto - Estrenan Kiba, El Paraíso de Hello Kitty, Norman Normal, Ninja Hattori, Huntik, Perros Afortunados y la nueva temporada de Yu-Gi-Oh! GX. Regresan Detective Conan (con nuevos masters de parte de TMS, sin cortes), Las Guerreras Mágicas, Slam Dunk, Escuela de Detectives, One Piece (versión 4Kids), y la primera temporada de Cazador X.
- Octubre - Se estrena Quíromon.
- Noviembre - El canal llega a más ciudades de Chile vía Movistar TV Digital. Regresa Los Justicieros y estrenan nuevos microprogramas; "ETC News" y "Estrellas del Bicentenario" (con el patrocinio de Chiledeportes). Mega, adquiere el 70% de Etc... Medios S.A.

2010
- Enero - Estrena un nuevo microprograma: "Los mejores consejos para tí" (con los integrantes de la obra "Toma chocolate, Paga lo que debes" de la Fundación Itaú).
- Febrero - Comienzan a emitir nuevos videos musicales de artistas japoneses, tales como The Pillows o Maya Sakamoto, igualmente que videos de artistas coreanos, 2ne1 o Girls' Generation.
- Marzo - Gracias a la adquisición del canal por parte de Mega, ETC TV estrenó el bloque" Mega Kids", con la primera a la octava temporada de "BKN" (de producción propia de Mega) y "El Chavo del Ocho" (solo de lunes a viernes). Por demanda del CNTV, se estrenó un bloque preescolar (todos los días desde las 07:30 hasta las 10:00), las cuales incluyen: El pequeño George, El autobús mágico, ¡Jakers!, las aventuras de Piggley Winks y Rolie Polie Olie. Estrena "Los Megabebés" (solo lunes a viernes), y en cuanto a anime, siguen con su política de estrenar "clásicos" con la serie "Almendrita" de 1992. Regresan Idaten Jump y Black Jack.
- Abril - Regresan nuevas temporadas de los programas de producción propia: "Sin Uniforme" y "Anímate".
- Mayo - Se anuncian nuevas series, como el estreno exclusivo en Chile de Los caballeros del zodiaco, la saga de Hades (saga del santuario y la saga del infierno) e Los súper once. Para el bloque Mega Kids, se anunció el estreno de Índigo y regresa a la programación Nadja del mañana. Para el viernes 21 de mayo (Día de las Glorias Navales) se hizo un preestreno de una hora de la serie Los súper once a las 11.00 y un especial de Anímate sobre Los caballeros del zodiaco, la saga de Hades a las 10.30 y un preestreno de Índigo a las 12.00. Sus estrenos definitivos fueron el 24 de mayo.
- Julio - Se estrenó en el bloque Mega Kids la serie Magi-K.
- Agosto - Regresa a Telefónica del Sur. Se estrena Yu-Gi-Oh! 5D's el lunes 2 de agosto. El domingo 8 del mismo mes emite la película Pokémon: Lucario y el misterio de Mew.
- Septiembre - Se estrena en el bloque "Mega Kids", la serie "Otra vez papá".
- Octubre - El 4 de octubre se estrenan nuevos episodios de Los súper once. El día 11 en circulación vuelven Kiba y Espíritu de Lucha, y salen One Piece (versión 4Kids), Perros Afortunados y una de las series más criticadas del bloque Mega Kids: El Chavo del Ocho.
- Diciembre - ETC TV renueva gráficas de acuerdo a los horarios (en la mañana y tarde es un temático de Santiago con globos del personaje u objeto de la serie a emitirse y en la noche es un temático de un rastreador (scouter) de la serie Dragon Ball Z buscando entre los archivos la serie a emitirse a continuación). Se anunció para Navidad un episodio especial dividido en 2 partes de BKN; la 1era parte fue emitida el viernes 24 en su horario habitual (16:30), la 2.ª parte, el sábado 25 en su horario habitual a las 10. También se hizo un avant-première de Remi dentro de un especial de "Anímate", el viernes 24, a contar de las 7 PM (es decir, ocupando los horarios de Índigo, Yu-Gi-Oh! 5D's y Shin-chan).

2011
- Marzo - Se estrenan el 7 de marzo, en el bloque Mega Kids, la miniserie "EsCool" y una nueva temporada de BKN, en los animes se estrenan Remi, Bt' X, La rana valiente: Raponchi y Lupin III (esta última, con tijeretazos heredados de la versión italiana que fue la utilizada en los masters), y además vuelven Perdidos en el universo, En busca de la fortuna y Yu-Gi-Oh! GX.
- Abril - Estrena la tercera temporada de "Anímate: Los archivos de ETC TV". Regresa Los Supercampeones.
- Junio - Regresan Los Supercampeones: Camino al Mundial, Cazador X y estrena una nueva temporada de Doraemon. Salen Espíritu de Lucha y Shin-chan. Se reformula la parrilla, desapareciendo el bloque preescolar, y el bloque Mega Kids de las 19:30 y 22:30, debido a bajo rating, reemplazándolas por las series animé antes mencionadas. Cambios que fueron gratamente recibidos por el público mayoritario del canal.
- Agosto - Se cumplen 15 años del canal, y para recordarlo, se realizarán especiales de "Animate" de las series más emblemáticas. Renueva contrato con Toei para las 3 series emblemáticas (Dragon Ball, Los Caballeros del Zodiaco y Sailor Moon), aunque solo una de ellas saldrá al aire anticipadamente mediante votación por mensaje de texto para el 1 de septiembre, aunque puede ser que a la brevedad, las 2 que no hayan salido ganadoras salgan también. Anunciaron también el pronto estreno de la serie Eyeshield 21.
- Septiembre - Luego de 9 años sin emitirse, vuelve, gracias al concurso, Sailor Moon. También desde el 26 de septiembre vuelven Dragon Ball y Los Caballeros del Zodiaco, el bloque "Mega Kids" será relegado a solo los fines de semana desde las 10:30 a las 12:00; y suman otro estreno exclusivo en la TV chilena: el anime deportivo Eyeshield 21 y sale Ninja Hattori. Empiezan a reemitir Doraemon desde el principio. Para cerrar el mes, anuncian el regresó de la serie Tokusatsu Ryukendo.
- Octubre - Se confirma el regresó de Ryukendo para el 31 de octubre. Además de aumentar la producción de contenidos propios con el estreno (el mismo día) del programa de expediciones "ETC Aventuras" (el primero en grabarse fuera de Chile, precisamente en México y Sudáfrica). Debido a quejas de muchos fanáticos por el mal horario asignado a Cazador X desde el regreso de Dragon Ball, Los Caballeros del Zodiaco y Eyeshield 21 en el grupo oficial de Facebook, la serie ocupará el horario de las 23:30. También se realizará el especial de Halloween el 31 de octubre con la repetición del especial de noche de brujas (emitido el año pasado) de "BKN", un especial de "Sin Uniforme" (con el urológo Alberto Urquiza de invitado) y un especial de "Animate", dedicado a escenas de terror de las series de anime emitidas en el canal.
- Noviembre - Estrena en el bloque Mega Kids, "Decibel 110". También logran un importante avance, al convertirse en el 1.er canal infantil en el mundo en obtener la certificación de Carbon Neutral Company por contribuir a la reducción de la huella de carbono en sus operaciones, junto a ello, estrenan cortos educativos para educar a la población sobre el ahorro de energía. En su Facebook oficial soltaron un teaser de las novedades 2012, de lo que se muestra a continuación (sin contar los posibles estrenos del Bloque Mega Kids):
- Diciembre - Dentro de Sin Uniforme, se realizó el 30 de diciembre los "Sin Uniforme Awards", donde se premiaron a los panelistas, tributos de bandas coreanas y artistas invitados, además tuvieron de invitado estelar a la banda de Cumbia Universitaria, Tomo Como Rey, quienes promocionaron su show de fin de año en el canal.

2012
- Enero - El canal, en su nueva política de hacer durar sus series envasadas y de captar audiencia, también procedió a repetir las 1eras tandas de sus 4 animes más exitosos actualmente Dragon Ball, Los Caballeros del Zodiaco, Sailor Moon (hasta la serie R) y Eyeshield 21. De las 4, la primera presenta una censura sutil sumada a la cual venía de distribución, y las demás se están emitiendo intactas. Vuelve BKN de lunes a viernes a dos episodios diarios, y Decibel 110 se repite desde el comienzo a contar el lunes 9. Se suman a la lista de estrenos y repeticiones, las series Princesa Licca y Monster Rancher. En un comunicado en su grupo de Facebook, también anunció junto a la lista oficial de estrenos, el debut de la décima temporada de BKN.
- Abril - ETC anuncia en su Facebook la fecha de estreno de Casi el paraíso, Princesa Licca, Heroman y la temporada 10 de BKN para el lunes 16 de abril y sábado 21 en el caso de Heroman y la reemisión de Idaten Jump salen Los súper once, Los supercampeones, La rana valiente: Raponchi y la controvertida teleserie del bloque Mega Kids, Decibel 110.[23] En el caso del K-Drama a estrenarse, se decidió partir los 25 episodios que componen la serie (originalmente de 45 minutos aproximadamente) en 2 partes de un poco más de 20 minutos, dejando así 50 "capítulos", para así hacer durar la transmisión de lunes a viernes. El canal entra en una vorágine de polémica entre los fans de Sailor Moon, debido a que se le está empezando a aplicar tijeretazos desde el episodio 5 al material de la saga S, no se sabe si es por las políticas del nuevo dueño o como prevención por la sanción aplicada a VTR por el caso de South Park. Según la Radio Bío-Bío,[24] la denuncia fue hecha a través del blog anmtvla.com y después se extendió a varios portales como el de Radio Cooperativa, Emol, incluso al noticiario central de Chilevisión (tergiversando cada uno la noticia), y La Cuarta. El caso pasó a ser trending topic nacional en Twitter luego de que llegase a oídos del Movilh y exigen explicaciones a VTR y al canal por lo ocurrido.[25] La gerencia del canal respondió inmediatamente a la carta del Movilh, diciendo que su intención no fue la de ofender a la comunidad homosexual, al tiempo que rechazó toda forma de discriminación de índole sexual o racial al interior del medio, y como medida en las repeticiones del fin de semana la censura fue eliminada y el horario cambiado a las 21:00 horas. Esto también provocó insólitamente que Ranma 1/2, serie que ya no se emite desde el 2001 por etc también sea TT nacional por destaparse las censuras que el canal le hacía.[26][27]
- Mayo - Se emiten dos maratones de Casi el paraíso. El 24 de mayo sueltan un promocional donde anuncian los siguientes estrenos y reestrenos, de los anunciados anteriormente el 2011 van Slam Dunk, Kaleido Star, Monster Rancher y Power Rangers Samurai y de manera sorpresiva se anuncia el estreno de la serie franco-estadounidense Sonic y su banda y el regreso de La pequeña lulú (versión de 1997, emitida el 2005 por ETC). Black Jack vuelve reemplazando a Hunter × Hunter el 28 de mayo. El 25 de mayo lanzan un concurso con bastantes similitudes a Votatoon (bloque de Cartoon Network): mediante mensajes de texto se debe responder su clásica trivia de animé y series y el ganador podrá programar un bloque de televisión a su gusto y llevarse además, el clásico premio de un LCD de 32".
- Julio - El canal anuncia el estreno del dorama Jardín secreto para el 1 de agosto. También se estrena de manera sorpresiva la serie Sabrina la Brujita para esa misma fecha. Y regresa Dragon Ball Z contrario a lo que se pensaba, no reemplazará a su antecesora Dragon Ball, sino que tomará dos de sus horarios. Su precuela seguirá emitiénndose a las 07:30 y a las 17:30.
- Agosto - Se estrena Las aventuras de Sonic en reemplazo de Sonic y su banda. Además el canal anuncia una nueva programación para el día 3 de septiembre, la cual será: a las 17:00 Power Rangers RPM, a las 20:00 Sailor Moon, a las 21:00 One Piece (con varias polémicas ya que este no estaba anunciado dentro de las próximas reemisiones y será la versión censurada de 4Kids Entertainment), a las 21:30 Heroman (que pasará a transmitirse de lunes a viernes) y a las 22:00 Dragon Ball Z (el capítulo estreno del día seguirá siendo a las 19:30). El canal dio a conocer el ganador (a) del concurso "Bloque de Programación a tu Gusto", que había lanzado el 25 de mayo, y anuncia que el día domingo 2 de septiembre a las 11:00 de la mañana se emitirá la programación que haya ordenado el ganador. El programa "Sin Uniforme" emite los días 29 y 31 de agosto, dos programas especiales mostrando las mejores escenas de Los Super 11 y El Príncipe del Tenis.
- Septiembre - El día domingo 2 de septiembre es emitido el bloque de programación que ordenó el ganador del concurso "Bloque de Programación a tu Gusto" lanzado el 25 de mayo, las series que fueron emitidas en este bloque son: Los Super 11, La Rana Valiente, Remi y Otra Vez Papá. El lunes 3 de septiembre se reestrena la versión censurada de One Piece (mencionada por los fanáticos como 4Piece, dado que 4Kids editó los capítulos) y sale Casi el paraíso. Durante los primeros días de este mes el Programa "Sin Uniforme" emite bloques con escenas de Dragon Ball Z. Se reemite Sailor Moon desde el principio, con la particularidad de que algunos capítulos se emiten con los masters de los DVD del Talk Box Moon. Se anuncia el estreno del dorama Manny y el regresó de Los Super Once para el 1 de octubre. El programa Sin Uniforme empieza a emitir en su programa escenas de anime tales como Los súper Oonce, El príncipe del tenis, Pokémon, Mikami, la cazafantasmas, etc.
- Octubre - El 1 de octubre se estrenan el dorama Manny y regresan Los súper once y se estrena Sonic SatAM, reemplazando a Las Aventuras De Sonic., Sin Uniforme vuelve a durar 1/2 h como antes y se anuncia el pronto estreno de la teleserie coreana Dream High: Sueña sin límites. También se anuncian la resurrección de 2 clásicos estadounidenses: Heathcliff y El loco mundo de Tex Avery para el día lunes 12 de noviembre.
- Diciembre - El canal anuncia su programación de verano que empezara a partir del lunes 31 de diciembre.

2013
- Enero - ETC TV lanza un lineup con nuevos estrenos y reestrenos de series, de entre los cuales se pueden destacar los regresós de Kitaro, InuYasha y El príncipe del tenis, el rescate de un clásico de los 70, Candy Candy, los estrenos de Tai Chi Chasers, Basquash! (Presentando una censura leve en ciertas escenas), la adaptación "japoestadounidense" del cómic argentino Cybersix y Pretty Cure.
- Marzo - ETC TV cambia de programación, reestrena Los Supercampeones, El príncipe del tenis, InuYasha (con la particularidad de mostrar por primera vez los avances del siguiente capítulo)[28] y Magical Doremi siendo este último un reestreno atrasado del año 2012, reemplazando a Sailor Moon, Los Súper Once, Eyeshield 21, Las aventuras de Sonic y Slam Dunk que salen del aire, a la par sigue con los capítulos restantes de Dragon Ball Z (Saga de Garlick Jr., Androides y Cell), estrena la serie animada Los misterios de Archie y salen las series El loco mundo de Tex Avery y Dream High: Sueña sin límites. Entre sus estrenos esta la segunda tanda de One Piece de la saga de Arabasta, la nueva producción del canal "Re-Jugados" con Victor "Vito" Martínez y "El Desafío" con Javier Castillo y Emilia Daiber, el anime Basquash! los fines de semana, siendo estreno exclusivo de ETC TV en Latinoamérica, y por último el estreno de la teleserie coreana "Sorpresas del Destino". Se anunció el estreno próximo de las series de anime Bleach y Death Note, las cuales hasta entonces solo se habían transmitido en Animax.[29] También se emite Zoboomafoo para público preescolar. Sin previo aviso en la producción propia del canal, "El Desafío", se retira de este la coanimadora Emilia Daiber.
- Abril - Se suman al programa "Re-Jugados" Barbara Usagi (quien analizará lo nuevo en Anime, Doramas y Música asiática), Paulo "Gr" Muñoz (dueño del sitio Colemono.com, el cual hará las reviews de juegos retro) y Vardoc (quien analizará los Gameplays en el programa). En Facebook lanzan un teaser con otros dos estrenos únicos en Latinoamérica: Saint Seiya Omega y Toriko, ambos de Toei. (Siendo este último quizás un estreno exclusivo en occidente, incluso antes que en Francia).[30][31] En su sitio web y Facebook también adelantaron que el canal adquirió los derechos de las dos series de Full Metal Alchemist: la original del 2003 y el remake Fullmetal Alchemist: Brotherhood (ambas licenciadas por Televix).
- Mayo - El lunes 13 de mayo se estrenan oficialmente Bleach y Death Note y regresa el drama coreano Casi el paraíso y sale Sorpresas del destino, Además de Adelantar el Futuro estreno de Yu-Gi-Oh! ZEXAL.
- Julio - Para las vacaciones de invierno, el lunes 8 de julio se estrena una nueva tanda de series norteamericanas por las mañanas las cuales son El Super Programa de Super Mario Bros. (este último con repeticiones en las tardes), Mona la vampira, Caballos Encantados, Magi-Nation y regresa ¿Le temes a la oscuridad?, además, salen de la programación La pequeña lulú, Heathcliff, Los misterios de Archie y Sabrina, la brujita. En cuanto al anime regresa luego de más de 10 años Kitaro, salen Magical Doremi y Basquash! y se revela que el anime sorpresa será Candy Candy (quedando la emisión de Death Note para los fines de semana), y desde el 13 de julio para los fines de semana estrenan Pretty Cure y Aladino (primera teleserie proveniente de la India), además del regresó de Manny para los domingos. A través de la página oficial de Facebook de Etc...Tv el día 18 de julio se insertó una imagen con la siguiente leyenda: "Les tenemos un desafío para todos ustedes: si nuestro fan page logra 50 mil nuevos seguidores desde hoy hasta fin de mes, revelaremos el nuevo estreno que Etc...Tv tiene en carpeta. ¡Ojo! No es ninguno de los que ustedes ya saben", mensaje que causó gran revuelo en dicha plataforma.
- Agosto - El día 1 de agosto a las 12:00 horas el Canal lanza por primera vez Señal On-line, transmitiendo Doraemon, pero de igual manera es exclusivo solo para Chile por motivos de licencias, además, el 5 de agosto estrena Fullmetal Alchemist (con una fuerte censura realizada por Televix) reemplaza el horario de la finalizada temporada 2013 de Bleach y regresa Los Supercampeones: Camino al Mundial reemplazando a su serie original Los Supercampeones.
- Septiembre - Vuelve Jardín secreto en reemplazo de Manny. El canal lanza un comercial donde se anuncia un nuevo programa llamado "VS" el cual será un programa dedicado a la música Asiática en general, preparado mediante su encuesta en su página oficial.
- Octubre - El lunes 7 de octubre, cambia la programación por lo que estrenan las series Trollz, Tai Chi Chasers, Power Rangers Super Samurai (la segunda temporada de Power Rangers Samurai) y las producciones VS (programa dedicado a la música asiática), que en el día de su estreno se convirtió en Trending Topic en la red social Twitter con el Hashtag #Versus y Copa PF, regresan Yu-Gi-Oh! GX (versión 4Kids) y Sailor Moon y salen Los Supercampeones: Road to 2002, El Príncipe del Tenis, Doraemon, One Piece (versión 4Kids) y Kitaro, y la teleserie indiana Aladino cambia de horario. El martes 15 de Octubre, el canal estreno Fullmetal Alchemist Brotherhood, reemplazando al primer FMA en su mismo horario, con la particularidad de emitirlo sin ningún tipo de censura a diferencia de Fullmetal Alchemist que fue fuertemente censurado por Televix, de manera paradójica la misma distribuidora no le aplico esta vez censura a Brotherhood dejando tal como se vio en sus emisiones por Sony Spin.
- Noviembre - El lunes 18 de noviembre, se reestrena la serie Dragon Ball GT, haciendo que Dragon Ball Z cambie de horario y el domingo 17 de diciembre reestrena la serie coreana Dream High: Sueña sin límites reemplazando la serie Jardín secreto.
- Diciembre - Desde el día lunes 9 y sábado 14 hubo un cambio en la parrilla. Centrando la programación en los más pequeños por las mañanas, se estrenan Las Aventuras de Super Mario Bros. 3, Reestrenan Sonic, El Loco Mundo De Tex Avery y Los misterios de Archie, Salen Mona la vampira, Caballos Encantados, Zoboomafoo, Magi-Nation, Pretty Cure, Estrenan las series Street Sharks, Double Dragon y Cybersix, regresan Kiba, Huntik, Otra vez papá, Yu-Gi-Oh! 5D's (versión 4Kids) y Copa PF.

2014
- Enero - Se comienza a emitir un video promocional mostrando los estrenos y reestrenos para el 2014 que incluyen: Ojos de Gato, Nadja, Toriko, Saint Seiya Omega, Yu-Gi-Oh! ZEXAL, Kenichi, Detective Conan, Nuevos Episodios de Los súper once, Naruto SD Rock Lee & His Ninja Pals, Ultraman, Armor Hero, Shaman King y Pac Man y las aventuras de Fantasmas. Además se muestran videos promocionales de una nueva etapa del programa "Sin uniforme", que estuvo ausente por 1 año.
- Marzo - Desde el día lunes 10 ETC, cambia de programación, reestrenan Zoboomafoo, La Pequeña Lulú, Magical Doremi Kitaro, Fullmetal Alchemist, Dragon Ball, Detective Conan, además de 2 producciones originales, se estrena "Sin Uniforme" con nuevos animadores (Karol Dance y Catalina Vallejos) y regresa "Re-Jugados" con nuevos panelistas (Klaudio PSX, Lorena Mikki y Jerry Senpai), Shaman King, Kenichi, , Toriko y Saint Seiya Omega, salen Dragon Ball GT, Yu-Gi-Oh! GX, Yu-Gi-Oh! 5D's, Trollz, Street Sharks, Double Dragon y Cybersix, Kiba, Huntik, Otra Vez Papá, Tai Chi Chasers, Power Rangers Super Samurai, ¿Le temes a la oscuridad?, Death Note, Aladino y Fullmetal Alchemist Brotherhood. Se comienzan a utilizar hashtags con el nombre de las series y programas emitidos (#ShamanKing, #Conan, #SinUniformeETC, entre otros)
- Abril - Sin Uniforme comienza a mostrar más sobre la cultura asiática, además comienza a contar con nuevas secciones como "El Desvelado". El canal comienza a emitir una nueva sección de maratones, llamada "#MaratónETC", con el animé Los Caballeros del Zodiaco
- Mayo - ETC TV transmite su segunda maratón: Dragon Ball. Klaudio PSX, comienza a ser el locutor oficial del canal, prestando su voz para vídeos promocionales y propagandas del canal.
- Junio - ETC TV emite su tercera maratón: Dragon Ball Z. El día 20 de junio ETC TV, libera a través de su canal de YouTube (SuperEtctv) un vídeo promocional de un nuevo segmento del canal llamado "#NocheÑoñaETC". El programa de videojuegos y tecnología, R-Jugados viaja a Nueva York, para cubrir el evento de videojuegos más grande del mundo, la E3.
- Julio - El día sábado 7 de julio, se transmite la cuarta maratón: Los Supercampeones. ETC TV da más detalles de su nueva sección "#NocheÑoñaETC", el día 10 de julio, donde desde el canal definen la sección como "El espacio ñoñístico, donde las ñoñeces de ñoños como tú, se unen en una noche de ñoñerías", la sección ofrece distintas series como Doraemon, Slam Dunk, Detective Conan, Dragon Ball, Dragon Ball Z, Los Caballeros del Zodiaco y Sailor Moon a partir del Lunes 14 de julio desde las 22:30 hasta las 5:30 horas. El 14 de julio, ETC informa que se emitirán 2 películas durante la semana de vacaciones de invierno: el estreno exclusivo en Chile de la película "Los Súper Once: El juego final", el día sábado 19 de julio, además de una joya de animación coreana: Green Days, el sábado 24 de julio, a partir de las 17:30 horas. Se informa a través de un vídeo en YouTube y luego a través del mismo canal el estreno de una nueva temporada de Bleach, bajo el "#BleachNuevaTemporada". Finalizando el mes de julio, ETC TV comienza a mostrar teasers, donde informa el regresó de Robotech, bajo el "#VuelveRobotech".
- Agosto - El día martes 12 de agosto, se estrena la nueva temporada de Bleach. Se da a conocer la fecha del reestreno de Robotech, agendado para el día 18 de agosto a las 22:30 dentro de la sección "#NocheÑoñaETC", bajo el marco del cumpleaños del canal. El día 16 de agosto se dan a conocer más novedades programadas para dicho mes, entre las principales novedades se encuentran: Los Justicieros, Naruto, Naruto SD Rock Lee & His Ninja Pals, Ojos de Gato, además de imágenes exclusivas de una nueva temporada de Detective Conan, bajo el "#NuevaTemporadaConan". Durante la celebración de la Festigame ETC TV, muestra un cambio de logo. Se realiza la quinta maratón: Slam Dunk
- Septiembre - Desde el día 29 hay un cambio de programación a re-transmitir One Piece (Versión 4Kids), ese mismo día y en la sección de #NocheÑoñaETC, se comienza a emitir la 3° generación de Robotech, además del estreno de los nuevos episodios de Tenkai Knights. ETC TV, transmite su sexta maratón: Sailor Moon
- Octubre - El día 6 de octubre, ETC, libera promos, sobre la nueva temporada de Detective Conan. "R-Jugados", organiza un concurso, donde se busca al "Youtuber R-Jugado". El día 14, el canal, muestra una pequeña promo donde se aprecia "etc.cl", acompañado de "Pronto". Durante octubre se emiten 3 maratones: Detective Conan, además la saga completa de "Las 12 casas", "Asgard y Poseidón" de Los Caballeros del Zodiaco
- Noviembre - Nuevos horarios en la sección #NocheÑoñaETC. Se transmite la nueva temporada con capítulos inéditos para Latinoamérica de Detective Conan, con nuevo doblaje realizado en los Estudios Aedea Studio Chile. A partir del miércoles 12 de noviembre, la web del canal (www.etc.cl) se renueva, tanto estéticamente como en contenidos: la página comienza a ofrecer versión para móviles y tablets ofreciendo mayor rapidez en la búsqueda de contenidos con la opción de filtros de búsqueda. Además se comienza a publicar noticias sobre videojuegos, animé y cultura asiática. "R-Jugados" viaja a Las Vegas para cubrir "The Game Awards 2014". No se emite "#MaratónETC".
- Diciembre - ETC TV informa del cambio en su programación a partir del 22 de diciembre, se comienzan a emitir series anime por "partida doble" (1 hora cada serie). Además se informa del fin de la temporada 2014 de Detective Conan. El canal realiza una gráfica representando un cuento de Navidad en conmemoración de Nochebuena. El canal emite por octavo mes su sección "#MaratónETC": Robotech.[32]

2015
- Marzo - Regresa al aire Shin Chan, Dragon Ball GT y Los Justicieros. Estrena Ojos de Gato y una nueva temporada de Detective Conan. De este modo salen del aire Tenkai Knights, Kenichi, Eyeshield 21, Bleach, Los Caballeros del Zodiaco, Toriko y One Piece.
- Abril - El canal cambia rotundamente de estrategia y da por término a los programas de producción propia. De este modo sale al aire "R-Jugados". Regresa al aire Inuyasha. Comienza al aire un nuevo microespacio "ETC al Día".
- Mayo - Anuncian los estrenos de "Naruto" y una nueva temporada de "Doraemon".[33] Se da inicio a un bloque de maratones de Dragon Ball Z que durará cada sábado entre los meses de mayo y junio.
- Junio - Estrena la serie Naruto.[34] Sale del aire Dragon Ball GT. Adelantan nuevo programa de información de E-Games Sports: Rush. Anuncian también las Maratones de la serie completa de "Los Súpercampeones" para el mes de julio.
- Julio - Sale Robotech y se estrena una nueva temporada de Doraemon, También regresan Los Supercampeones, dentro de Noche Ñoña.
- Agosto - Se exhibe una maratón de Robotech, Además estrenan una nueva temporada de Naruto, y estreno exclusivo de Naruto Shippuden el 17 de agosto.[35]
- Septiembre - Se emite una maratón de "Slam Dunk".
- Octubre - El ciclo de maratones anuncia una maratón de "Los Justicieros", todos los sábados desde las 16.30, además de la transmisión de larga duración de "Rush". todos los domingos a las 11:30 horas. El lunes 5 de octubre, cambian radicalmente su imagen, luego de 18 años con la clásica imagen corporativa a una nueva enfocando a un público juvenil y con un nuevo énfasis a la cultura oriental. De "ETC TV" pasa a ser "ETC".
- Noviembre - Se estrenan nuevos episodios de la nueva temporada de "Doraemon" y una nueva temporada de "Bleach". Regresan "One Piece" (Versión 4Kids) y "Los Caballeros del Zodiaco", esta última tendrá un nuevo ciclo de maratones.
- Diciembre - Continúa el ciclo de maratones de "Los Caballeros del Zodíaco".

2016
- Enero - Se anunciaron nuevos estrenos para el mes de enero: Pac-Man y las Aventuras Fantasmales y Ninja Warrior, en tanto el ciclo de maratones estará dedicado a Bleach, también habrá maratones de Detective Conan en la madrugada del Domingo y una maratón de trasnoche de Dragon Ball y Dragon Ball Z. Finaliza la primera parte de la tercera temporada de Bleach, la cual continuará a partir de Marzo.
- Marzo - Se estrena la telenovela japonesa de los años noventa, "Oshin" y Dragon Ball Z Kai, además de la segunda parte de la tercera temporada de Bleach. No obstante, regresan las series Dragon Ball GT, Magical Doremi, Idaten Jump, Nadja, Yu-Gi-Oh! Zexal, Eyeshield 21, Fullmetal Alchemist, Kitaro y Los Justicieros, estas dos últimas dentro de la renovada #NocheÑoñaETC. Se anuncia los episodios nuevos de la nueva temporada de Detective Conan, los estrenos de Hungry Heart y La Familia Genio y el reestreno de Yu-Gi-Oh!, que regresa al canal luego de casi 9 años después de su última emisión.
- Abril - Finaliza la segunda parte de la tercera temporada de Bleach, también se repite la tercera temporada desde el primer capítulo.
- Mayo - Se estrena Hungry Heart, con doblaje hecho en México (Animax Latinoamérica la emitió con doblaje venezolano). Nuevos episodios de Naruto Shippuden y Detective Conan y el regreso de Fullmetal Alchemist:Brotherhood en Noche Ñoña reemplazando a Fullmetal Alchemist. Salen de la programación, Los Justicieros, Kitaro y Shin-Chan.
- Junio - Se anuncia el estreno de Astroboy, y el regreso de Slam Dunk y Shaman King.
- Julio - El canal se muda a su nueva ubicación. Se estrena la serie "Chico Reality" (protagonizada por Fernando Godoy), y regresa al canal Slam Dunk y Shaman King, por las críticas de los fanáticos dejan de exhibirse Dragon Ball Z Kai y La Familia Genio.
- Agosto - Nuevos cambios en su programación. Retorna la media hora de cada serie durante los días hábiles. Se estrenan Mazinger Edition Z, Armor Hero, B-Daman Crosfire, Ultraseven X. Regresa Kiba y Chico Reality fue movido a la primera hora de Noche Ñoña. Vuelve a realizar producción propia de media hora de duración con "Free to Play" (conducido por Daniela Pino Guaita y Juan Pablo Alfonso), el primer programa donde se realiza en sus nuevos estudios en Vicuña Mackenna.
- Septiembre - Bethia planea la transmisión de ETC en un país vecino.
- Octubre - Regresa InuYasha y vuelve la difusión de telenovelas coreanas estrenando El príncipe del café.
- Noviembre - . Regresan One Piece (versión 4Kids) y Toriko, Salen del aire Slam Dunk, B-Daman Crossfire, Mazinger Edition Z, Ultraseven X, Armor Hero, Dragon Ball y Dragon Ball Z. Además estrenan un nuevo dorama: Educando a la princesa.
- Diciembre - En el Facebook de ETC anuncian futuros estrenos como Bailando con Vampiros y Demon Lord Dante.

2017
- Enero - Estrenan Cuando un Hombre Ama y Asuko March. Regresan Saint Seiya Omega. Además anunciaron el regreso de uno de sus clásicos al canal a partir de Marzo.
- Febrero - Etc TV anuncia en sus redes sociales que darán inicio a la emisión de Anime en su idioma original con subtítulos al español, siendo Locodol la primera en llegar.[36]
- Marzo - En el Facebook de ETC anuncian el próximo estreno del anime de Gintama y del anime de Cosmo Warrior Zero. Estrenan Gorilla Force, La Magia de Zero, Cinderella Boy, la segunda temporada de "Free To Play" y al mismo tiempo regresan Tenkai Knights, Pretty cure, Bleach, Dragon Ball Z Kai, además que regresa el dorama Boys Over Flowers.
- Abril - En el Facebook de ETC anuncian el próximo estreno de Magic Kaito 1412, y uno de los esperados estrenos: Inuyasha The Final Act. Ambas series licenciadas en Latinoamérica por Japan Foundation, además se anunció después de muchísimo tiempo, uno de los animes más recordados por la audiencia: Digimon Adventure.
- Mayo - Estrenan Magic Kaito 1412, Gintama, reestrena Digimon Adventure en una versión reeditada. Comienza a emitir un bloque de animé subtitulado con las series: Locodol y Encouragement of Climb. Además regresa InuYasha en un maratón en los días sábados. Con respecto a Digimon, ETC confirmó que emitirán las 3 series restantes, sumando también la primera serie. Se emitirán desde Adventure 02 hasta Frontier.
- Junio - Sale del aire Detective Conan durando más la maratón de InuYasha. Anuncian los estrenos de Chibi Maruko-chan, YAT y Descendientes del sol, Además se anuncia el reestreno por las pantallas de ETC: Yu-Gi-Oh! GX.

2023
- Mayo - Estrenan ItaKiss, Full Moon, y El Puño de la Estrella del Norte: Legends of the Dark King.

## Locutores
- Sergio Villanueva Rodríguez (1996-1997)
- Christian Norero Carkovic (1996-2003)
- Braulio Martínez (2003-2014)
- Claudio "PSX" San Martín (2014-2020)
- Rodrigo Saavedra (2015-2016)
- Orlando Alfaro (2020-presente)

## Rostros

### Actuales
- Rocío Madariaga (desde 2021)

### Anteriores
- Esther Mendoza (2006-2008)
- Daniela Pino "Dani Pine" (2016-2022)
- Víctor Martínez (2006-2014)
- Alejandra Rodríguez (2003-2006)
- Loreto Matta (2004-2006)
- Pablo Castro (2004-2009)
- Carolina Sotomayor (2004)
- Felipe Puntarelli (2004-2007)
- Carolina Soltmann (2005-2006)
- Jessica Abudinen (2005-2006)
- Felipe Valdés (2005-2006)
- Romina Simón (2008-2012)
- Nicolás "Vardoc" Liñán de Ariza (2013-2014)
- Bárbara "Usagi" Bustamante (2012-2014)
- Paulo Muñoz (2013)
- Karol "Dance" Lucero (2014)
- Catalina "Cata" Vallejos (2014)
- Lorena "Miki" De la Rosa (2014)
- Javier “Baitto” Hernández (2013-2014)
- Francisco "Jerry Senpai" Guzmán (2014-2016)
- Sofía "Chofi Rouge" Iglesias (2015-2016)
- Diego "Vendetta" Ramírez (2015-2016)
- Juan Pablo Alfonso (2016-2017)
- Simone Weber (2017)
- Shimaru (2017)
- Pelao Hisuke (2017)
- Pablo "Otaku" Andrade (2016-2017)
- Eric "Dolcefoto" Rebolledo (2018)
- Fabián "Jack Wallace" Cerda (2017-2018)
- Bastián "McFly" Rojas (2017-2018)
- Camila "Gnomo" Andrade (2018)
- Javiera "Caprice" Paz (2018-2019)
- Cristóbal "Rakun" Matteucci (2019-2020)
- Tabatha Pacer (2019-2020)
- Eduardo Varas "Fénix" (2017-2021)
- Tomás "el amigo" Leiva (2022)
- Margarita "Laruchan" Huenuil (2019-2024)

## Logotipos

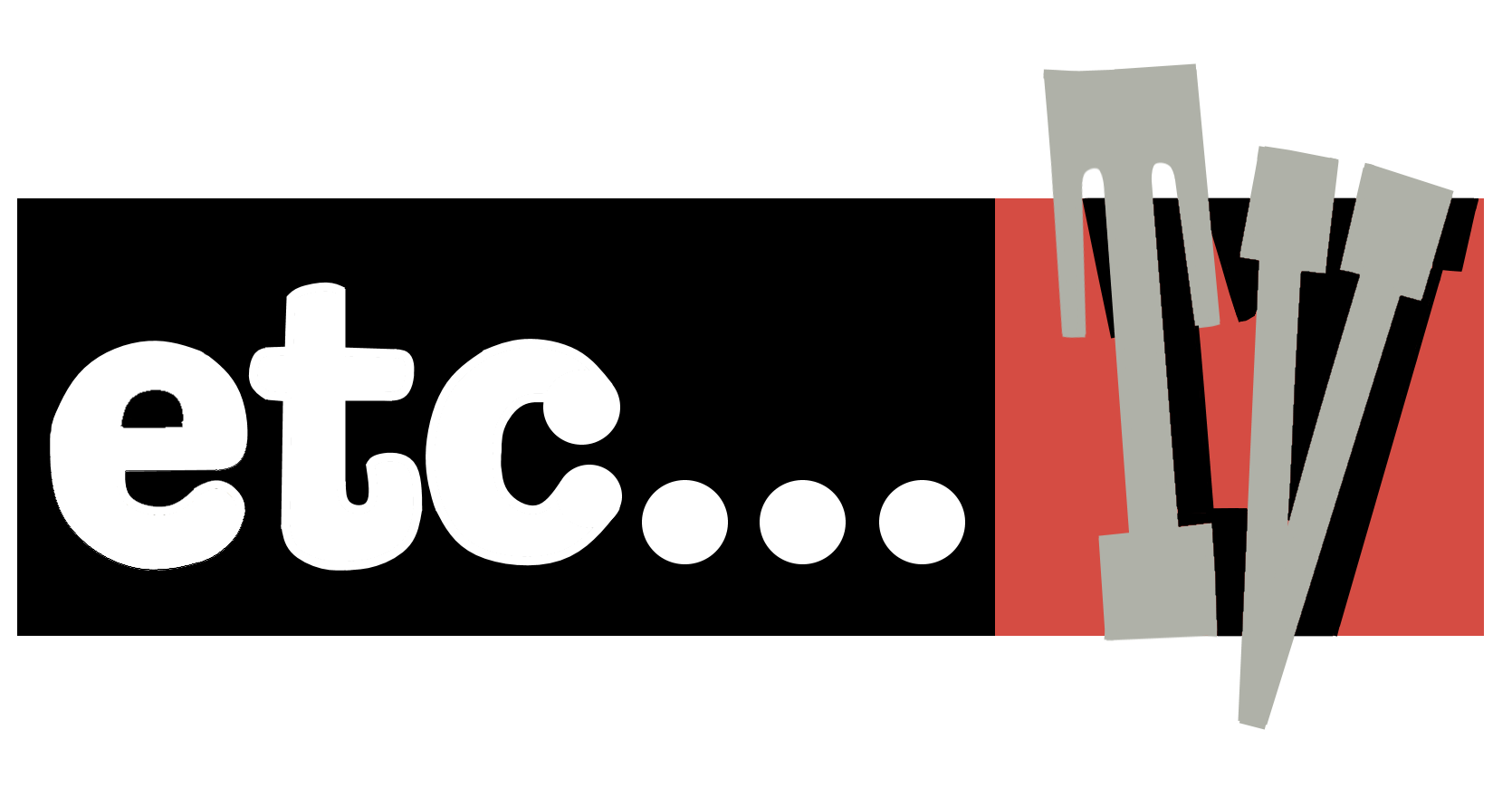
1996-1997
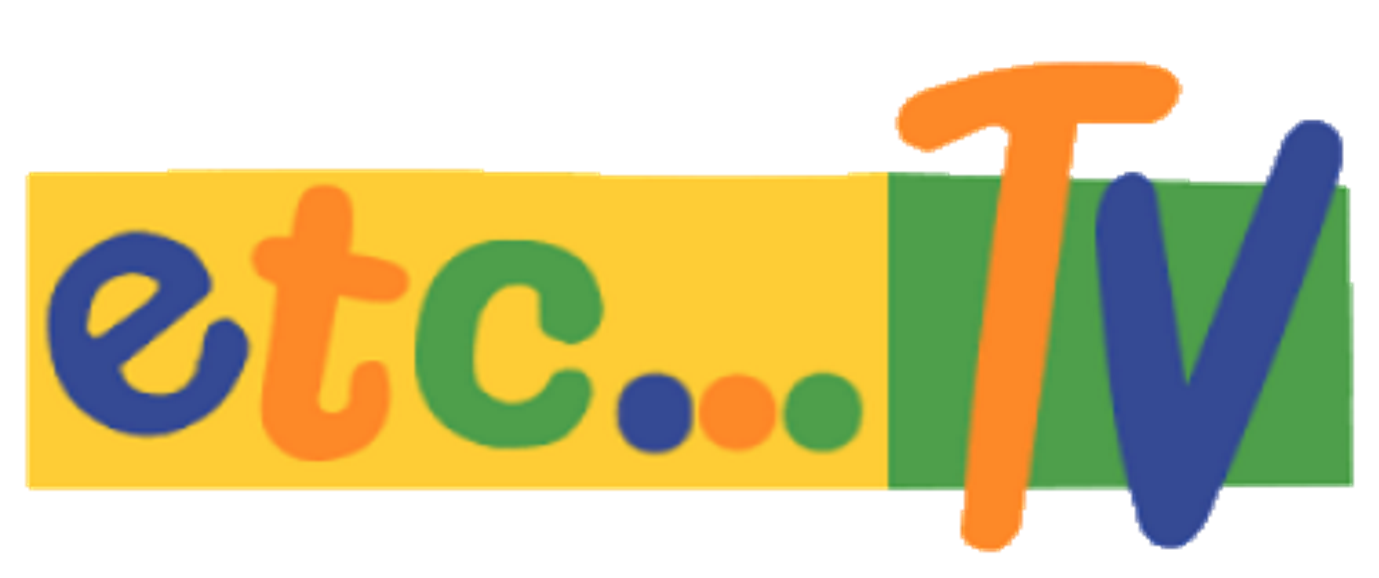
1998-2003, 2005-2011
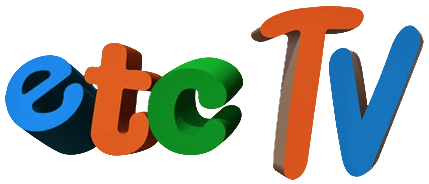
2011-2014
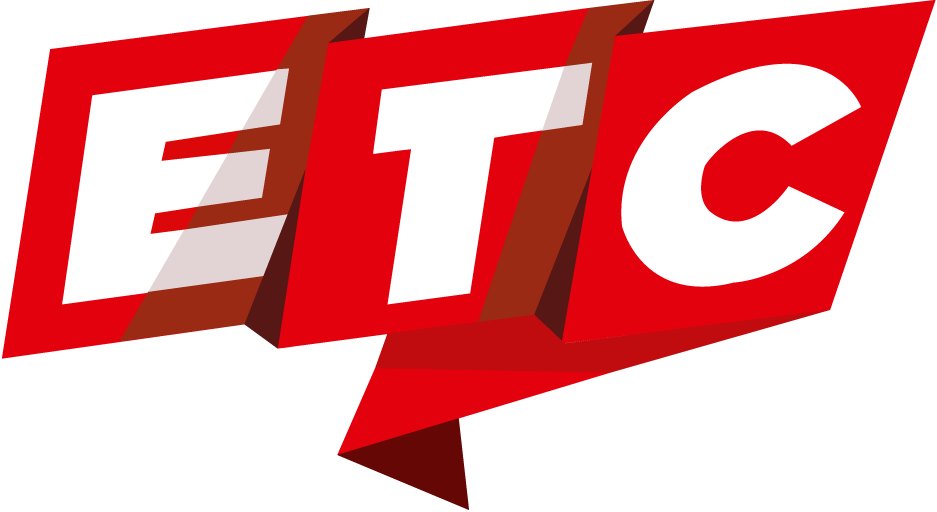
Desde 2015

## Eslóganes
| Año(s)     | Eslogan |
| ---------- | --- |
| 1996-1997  | La entretenida televisión del cable - 1996: El mundo de las caricaturas. - 1997 (Verano): El canal de las risas del verano. |
| 1997-2003  | En sintonía con los niños - 1999 (3.er. Aniversario): 3 años en sintonía con los niños. - 1999 (Fiestas Patrias): ETC, el canal de los niños de Chile. - 1999 (Primavera): Por que con ETC, no necesitas más. - 2003: Las series más entretenidas, las más comentadas, juntas en un sólo canal. etc…Televisión. |
| 2003-2014  | Todo pasa por ETC - 2006 (10° Aniversario): 10 años junto a ti. - 2006 (Navidad): En Navidad, Todo pasa por ETC. - 2007 (Primavera): La primavera es más entretenida en ETC. - 2007 (Navidad): Estás viendo, etc… en Navidad. - 2007, 2011 (Navidad): La Navidad es más entretenida en ETC. - 2008 (Verano): El Verano es más entretenido en etc…. - 2011-2012 (Carbon Neutral Company): El 1.er. canal infantil Carbono Neutral del mundo. - 2012 (16° Aniversario): En estos 16 años, Todo pasa por ETC. - 2012 (Navidad): En Navidad, un mundo de entretención, por ETC. - 2012-2014: … Solo por ETC Televisión. |
| Desde 2014 | … por ETC TV - 2015: Estás viendo, ETC. - 2015-2016: En tu canal favorito, ETC. - 2016: Donde más, que en ETC. - 2017: ETC, el canal de los millennials. - 2020: ETC, el canal de los E-sports en Chile. |